# Barichneumon nubilis
Barichneumon nubilis är en stekelart som först beskrevs av Carl Gustav Alexander Brischke 1891.  Barichneumon nubilis ingår i släktet Barichneumon och familjen brokparasitsteklar. Inga underarter finns listade.